# Robert Davezies
Pour les articles homonymes, voir Davezies.
Robert Davezies, né le 30 avril 1923 à Saint-Gaudens et mort le 23 décembre 2007 à Paris 10e,, est un prêtre diocésain français, écrivain et militant proche des idées communistes et syndicalistes. Il s'est engagé notamment pour l'indépendance algérienne et les causes tiers-mondistes en Afrique et en Amérique latine.

## Biographie

### Enfance et études

#### Scolarité
Robert Davezies est fils d’un dessinateur industriel de la Compagnie des chemins de fer du Midi et l'aîné d’une fratrie de quatre enfants. Il fait sa scolarité à Tarbes, d'abord à l’école Jeanne d’Arc, puis au lycée Théophile Gautier.
En 1940, il prépare le concours d’entrée à l’École polytechnique, mais ne passe pas l’examen en raison de son état de santé. Il profite de cette période de repos forcé pour obtenir une licence de mathématiques en juin 1945. Marqué par la violence de la Seconde Guerre mondiale, il décide de devenir prêtre.

#### Chercheur en mathématique et prêtre militant
Il devient séminariste à Tarbes le 2 octobre 1945. Il passe deux trimestres au séminaire de la Mission de France. Ordonné prêtre du diocèse de Tarbes, le 29 juin 1951, Il demande à devenir prêtre-ouvrier, mais se heurte au refus de son évêque. En 1953, il intègre finalement une équipe de recherche scientifique de la Mission de France en tant que prêtre physicien, avant de devenir prêtre-ouvrier.
En parallèle, il poursuit un cursus de mathématiques et intègre en 1955 les laboratoires de l’École normale supérieure au sein desquels il sera chercheur en mathématiques. Il approfondit sa formation marxiste en suivant les cours dispensés par le Parti communiste à l’Université nouvelle. 

### Engagements militants

#### Pour l'indépendance de l'Algérie française
Robert Davezies est engagé depuis le début des années 1950 dans les causes tiers-mondistes, notamment en Algérie, en Afrique et en Amérique latine. À la suite des récits d'exactions de l’armée française en Algérie, il participe à la publication au printemps 1957 d'une brochure dénonçant les tortures intitulée « Des rappelés témoignent... » cosignée notamment par des intellectuels chrétiens comme Robert Barrat, Jean-Marie Domenach, Paul Ricœur ou François Mauriac. La droite et une partie de la gauche critiqueront, au début des années 1960, celui en qui ils voyaient un prototype du « porteur de valises » du Front de libération nationale (FLN). 
La même année 1957, Jean Urvoas le fait entrer dans son groupe de soutien au FLN. Il fait partie du Réseau Jeanson (du nom du philosophe Francis Jeanson). Il soutient l'organisation du mouvement Jeune Résistance qui regroupe des insoumis et des déserteurs français opposés à la guerre d'Algérie dont Jean-Louis Hurst, Louis Orhant et Gérhard Méier. Dans les années 1960, proche du communiste égyptien Henri Curiel, il est souvent qualifié de « prêtre d’extrême-gauche ».

#### Inculpation et condamnation
Il organise des passages en Espagne et des caches d'argent pour le FLN. Il est accusé d'avoir infiltré en France les membres d'un commando du FLN chargé d'assassiner le ministre et ancien gouverneur général d'Algérie Jacques Soustelle. Recherché par la DST, il quitte clandestinement Paris le 16 octobre 1958. Il passe en Belgique avec l'aide du pasteur Philippe Vernier et se réfugie en Allemagne. Il est inculpé en avril 1959 et condamné le 16 avril 1960 (par contumace) à dix ans de réclusion et vingt ans d’interdiction de séjour pour atteinte à la sécurité extérieure de l'État, à l’issue du procès de l’Organisation spéciale de la Fédération de France du FLN.
Il revient tout de même en France en 1960 et sera arrêté le 29 janvier 1961 à Lyon. Il comparait du 9 au 12 janvier 1962 devant le tribunal permanent des Forces armées à Paris, qui atténue son rôle dans l'attentat contre Jacques Soustelle et réduit sa condamnation. Il bénéficie alors du soutien écrit de Louis Aragon ou de Jean-Paul Sartre. Il est condamné à trois ans d’emprisonnement. Il bénéficie d'une suspension de peine pour raisons de santé (il aurait entamé une grève de la faim) et est libéré en juillet 1962,.

#### Pour l'indépendance des colonies portugaises et mai 68
Robert Davezies prend parti pour l'indépendance de l'Angola et des colonies portugaises, publiant notamment La guerre d'Angola en 1968. En Mai 68, il signe l’appel du 21 mai, « Les chrétiens et la révolution », et fait partie des fondateurs du Comité d’action pour la révolution dans l’Église.

#### Pour une Église révolutionnaire et sociale
Dans son ouvrage La rue dans l'Église, Robert Davezies présente le projet de " révolutionnaires pour qui les chrétiens dans la révolution suppose et requiert la présence de la révolution dans l'Église."
Robert Davezies co-fonde, en novembre 1968, la revue Échanges et Dialogue, qui milite pour que tout prêtre puisse travailler, prendre des options ou engagements syndicaux ou politiques, se marier et exercer collectivement le droit à la délibération et à la décision de la vie de l’Église.
Il est l'un des fondateurs du Secours rouge, mouvement de soutien aux prisonniers politiques d’extrême gauche relancé dans le sillage des incidents qui ont suivi Mai 68, aux côtés du philosophe Jean-Paul Sartre et du FTP Vercors. Le 15 septembre 1979, il co-fonde le "Collectif pour une Église du Peuple", engagé contre toute forme d'oppression dans la société et dans l'Église.

## Travaux et postérité

### Travaux d'écritures
- Le Front (Minuit, 1959)
- Le temps de la justice (La Cité, 1961)
- Les Abeilles (Minuit, 1963)
- Les Angolais (Minuit, 1965)
- La Rue dans l'Église (Épi, 1968)
- La guerre d'Angola (Ducros, 1968)
- Échanges et dialogue ou la Mort du clerc, en collaboration avec Pierre Baligand, Pierre Cantier, Jean Lajonchère, Jean-Marie Trillard (L'Harmattan, 1975)
- "La révolution dans l'Église", in L'Église interrogée de Claudio Zanchettin (Centurion, 1975)
- La Saint-Jean d'été (Minuit, 1977)
- Camoin ou le voyage d'hiver (Minuit, 1978)
- L'eau & le vin (François Maspero, collection Voix, 1981)
- Clairières: lettre à Yves Burdelot sur la Reine de carreau (L'Âge d'Homme, 1996)
- Un temps pour la guerre (L'Âge d'homme, 2002)

### Postérité
Plusieurs travaux reviennent sur la vie et l'engagement de Robert Davezeies :
- Jean Lajonchère, Robert Davezies, Prêtre-apôtre de la libération de tous les hommes dans la société et l'Église (L'Harmattan, 2008)
- Plusieurs hommages lui sont rendus à sa mort, dont un hommage appuyé du journal L'humanité[10] et des articles du journal Le Monde[5], La Croix[11] ou Le Figaro[12]
- Un hommage officiel lui est rendu l'année de sa mort au Centre culturel algérien à Paris, où sont présents plusieurs proches du FLN comme Henri Alleg, Pierre Chaulet, Fanny Colonna ou Mohamed Harbi[13]